# Krom Ngoy
Krom Ngoy (en khmer ក្រម ង៉ុយ ; né Ouk Ou អ៊ុកអ៊ូ ; 1865-1936) est un poète khmer et un maître dans l'art du Kse diev (en khmer ខ្សែ ឌៀវ). 

## Vie

### Un enfant de la campagne
Krom Ngoy est né en 1865 dans la commune de Kambaul, srok de Phnom Penh (actuellement srok de Angk Snuol), dans la province de Kandal. Son nom véritable était Ouk Ou, Ngoy étant son surnom. Son père était chef de village et sa mère aussi était issue d'une famille de notables locaux. 

### De la pagode du village à la cour du Roi
Adolescent, Krom Ngoy fréquente l'école littéraire de la pagode de Angk Chamor au village de Bak Trai, dans la commune de Bakan, sa ville natale, non loin de Phnom Penh. Il reçoit l'ordination comme moine bouddhiste à l'âge de 21 ans. Il apprend à lire et à écrire, et est initié aux langues sacrées du bouddhisme. Grâce à ses maîtres, il traduit de longs extraits du Tripitaka, la canon des écritures bouddhistes, du pali vers le khmer.
Après quelques années de vie religieuse, il défroque pour rentrer chez ses parents et travailler à leur service. Krom Ngoy se marie alors avec une certaine In dont il aura six enfants, à savoir Doung, Cheng, Cha, Chen, Chong et Chev. Son 5e fils, Aja Chong, hérite aussi de son talent poétique.
Krom Ngoy passe le plus clair de son temps à parcourir les campagnes en chantant des poèmes accompagnés par sa cithare monochorde, ou kse diev. Sa renommée grandissant, il se rend alors à la cour royale. Après avoir chanté pour le ministre de la Guerre, le roi Sisowath du Cambodge l'invite à chanter pour lui et lui confère comme titre "Neak Preah Phee-rom Pheasa Ou" qui se traduit par "l'auguste parole mélodieuse". Ou était son nom, Krom est le titre associé aux petits fonctionnaires: le roi lui donne le surnom de Ngoy afin de ne pas faire double emploi avec un autre fonctionnaire royal dont le nom était également Ou.  
Sa renommée se propage en Thaïlande et il est invité à chanter pour le roi de Thaïlande d'alors. Il est très apprécié du roi et des fonctionnaires qui lui donnent le titre de «Phai-ros Loe Koern» en thaï ou «Phee-rom Pheasa Ou» en khmer, ce qui signifierait quelqu'un qui est excellent dans l'utilisation de la langue.

### De la renommée nationale à la diffusion internationale
L'écho du talent de Kram Ngoy arrive aux oreilles de G. Cœdès, membre de l'École française d'Extrême-Orient, qui le fait connaître dans les cercles francophones khmérologues. Ses poèmes éducatifs étant livrés sous forme vocale et non enregistrés, Krom Ngoy est invité par la directrice d'alors de l'Institut bouddhique de Phnom Penh, Suzanne Karpelès, à chanter ses poèmes dans une phase lente afin que sa sagesse puisse être écrite pour les générations futures. À partir de 1930, ses enseignements poétiques sont publiés par l'Institut bouddhique.
Ouk Ou est décédé en 1936 à l'âge de 71 ans, d'une constipation aiguë, un vendredi, 6e jour de la lune croissante, dans la 2479ème année bouddhiste ou en 1936 de l'ère chrétienne.

## Œuvre

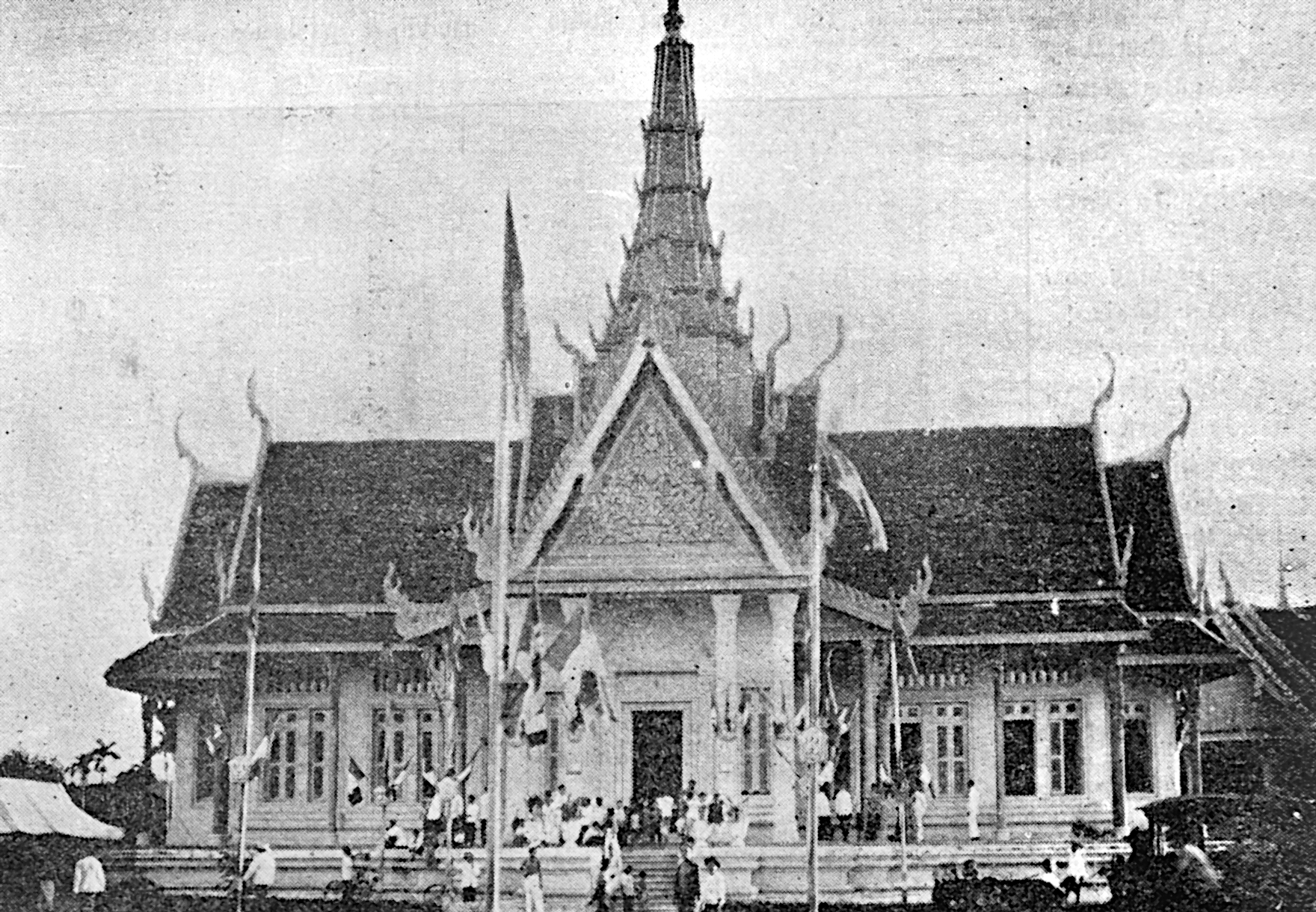
L’Institut Bouddhique de Phnom Penh, en 1930, à l'époque où il a été fréquenté par Krom Ngoy.

L'oeuvre de Krom Ngoy concerne généralement des questions pertinentes aux modes de vie des Cambodgiens. Ces thèmes de prédilection sont: le travail agricole, le choix d'un conjoint, la pauvreté et ses causes, notamment la poids de impôts, l'ignorance du peuple, les conséquences de la paresse et de l'inactivité, la domination des étrangers sur les Khmers, la perte de souveraineté et le déclin de la culture et de la littérature khmère. De nombreux poèmes, transmis seulement par voie orale, ont été perdus, mais une grande partie de son oeuvre a été publiée par l'Institut bouddhique du Cambodge.

## Influences

### La Renaissance littéraire khmère
Krom Ngoy est représentatif de la renaissance de la littérature khmère promue par l'Institut bouddhique. Celui-ci publie plus de 400 ouvrages entre sa fondation en 1925 et 1969 dont Les Recommandations de Krom Ngoy qui est l'un des recueils les plus populaires. Cette renaissance littéraire est promue par des institutions modernes créées pour développer la littérature khmère et rassembler les manuscrits. Les structures traditionnelles de l'éducation cambodgienne sont encouragées, des classiques de la littérature sont rééditées et de nouvelles créations contemporaines sont publiées comme celles de Krom Noy. 

### Un réformateur de la tradition khmère
Jusqu'en 1975, on considére Krom Ngoy comme un poète révolutionnaire qui a lancé des idées et des réflexions nouvelles et réalistes. En effet, bien que Kram Ngoy s'appuie sur des formes littéraires traditionnelles comme celles du Chbab Srey, il sait se faire l'avocat d'idées modernes pour le Cambodge, comme celle de l'éducation universelle pour les filles et les garçons. Il dénonce l'abrutissement de ses compatriotes à cause des superstitions dont certains abusent et des croyances absurdes entretenues par des personnes intéressées. Il a publié de nombreux ouvrages à valeur normative, afin de clarifier et d'uniformiser les règles de compositions poétiques.

### Le monument de la littérature khmère
De son vivant, Krom Ngoy jouit d'une grande popularité. Aujourd'hui encore, ses oeuvres sont enseignées à l'école. Véritable monument de la littérature khmère, des statues en ciment à son effigie sont omniprésentes au Cambodge, le long de routes et dans les pagodes. Elles sont remarquables à la moustache et au panache blancs du vieux sage, ainsi qu'à son instrument, la cithare monochorde, ou kse diev.